# 1746年

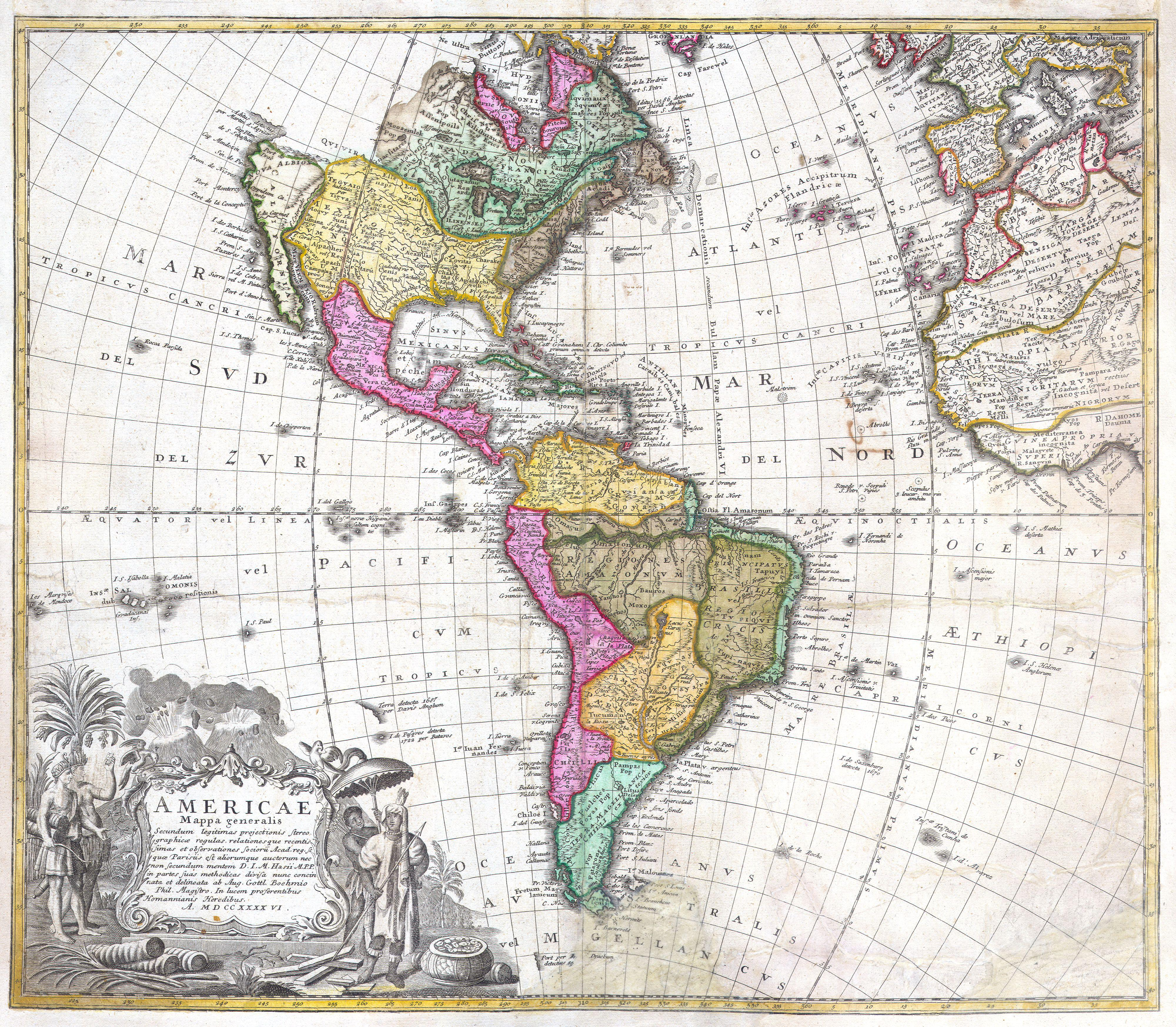
『南北アメリカ地図』ホーマン継承社制作。

1746年（1746 ねん）は、西暦（グレゴリオ暦）による、土曜日から始まる平年。

## 他の紀年法
- 干支 : 丙寅
- 日本
  - 延享3年
  - 皇紀2406年
- 中国
  - 清 : 乾隆11年
- 朝鮮
  - 李氏朝鮮 : 英祖22年
  - 檀紀4079年
- ベトナム
  - 後黎朝 : 景興7年
- 仏滅紀元 : 2288年 - 2289年
- イスラム暦 : 1158年 - 1159年
- ユダヤ暦 : 5506年 - 5507年
- ユリウス暦 : 1745年12月21日 - 1746年12月20日

## カレンダー
| 1月 |    |    |    |    |    |    |
| 日  | 月 | 火 | 水 | 木 | 金 | 土 |
|     |    |    |    |    |    | 1  |
| 2   | 3  | 4  | 5  | 6  | 7  | 8  |
| 9   | 10 | 11 | 12 | 13 | 14 | 15 |
| 16  | 17 | 18 | 19 | 20 | 21 | 22 |
| 23  | 24 | 25 | 26 | 27 | 28 | 29 |
| 30  | 31 |    |    |    |    |    |
|     |    |    |    |    |    |    |

| 2月 |    |    |    |    |    |    |
| 日  | 月 | 火 | 水 | 木 | 金 | 土 |
|     |    | 1  | 2  | 3  | 4  | 5  |
| 6   | 7  | 8  | 9  | 10 | 11 | 12 |
| 13  | 14 | 15 | 16 | 17 | 18 | 19 |
| 20  | 21 | 22 | 23 | 24 | 25 | 26 |
| 27  | 28 |    |    |    |    |    |
|     |    |    |    |    |    |    |

| 3月 |    |    |    |    |    |    |
| 日  | 月 | 火 | 水 | 木 | 金 | 土 |
|     |    | 1  | 2  | 3  | 4  | 5  |
| 6   | 7  | 8  | 9  | 10 | 11 | 12 |
| 13  | 14 | 15 | 16 | 17 | 18 | 19 |
| 20  | 21 | 22 | 23 | 24 | 25 | 26 |
| 27  | 28 | 29 | 30 | 31 |    |    |
|     |    |    |    |    |    |    |

| 4月 |    |    |    |    |    |    |
| 日  | 月 | 火 | 水 | 木 | 金 | 土 |
|     |    |    |    |    | 1  | 2  |
| 3   | 4  | 5  | 6  | 7  | 8  | 9  |
| 10  | 11 | 12 | 13 | 14 | 15 | 16 |
| 17  | 18 | 19 | 20 | 21 | 22 | 23 |
| 24  | 25 | 26 | 27 | 28 | 29 | 30 |
|     |    |    |    |    |    |    |

| 5月 |    |    |    |    |    |    |
| 日  | 月 | 火 | 水 | 木 | 金 | 土 |
| 1   | 2  | 3  | 4  | 5  | 6  | 7  |
| 8   | 9  | 10 | 11 | 12 | 13 | 14 |
| 15  | 16 | 17 | 18 | 19 | 20 | 21 |
| 22  | 23 | 24 | 25 | 26 | 27 | 28 |
| 29  | 30 | 31 |    |    |    |    |
|     |    |    |    |    |    |    |

| 6月 |    |    |    |    |    |    |
| 日  | 月 | 火 | 水 | 木 | 金 | 土 |
|     |    |    | 1  | 2  | 3  | 4  |
| 5   | 6  | 7  | 8  | 9  | 10 | 11 |
| 12  | 13 | 14 | 15 | 16 | 17 | 18 |
| 19  | 20 | 21 | 22 | 23 | 24 | 25 |
| 26  | 27 | 28 | 29 | 30 |    |    |
|     |    |    |    |    |    |    |

| 7月 |    |    |    |    |    |    |
| 日  | 月 | 火 | 水 | 木 | 金 | 土 |
|     |    |    |    |    | 1  | 2  |
| 3   | 4  | 5  | 6  | 7  | 8  | 9  |
| 10  | 11 | 12 | 13 | 14 | 15 | 16 |
| 17  | 18 | 19 | 20 | 21 | 22 | 23 |
| 24  | 25 | 26 | 27 | 28 | 29 | 30 |
| 31  |    |    |    |    |    |    |
|     |    |    |    |    |    |    |

| 8月 |    |    |    |    |    |    |
| 日  | 月 | 火 | 水 | 木 | 金 | 土 |
|     | 1  | 2  | 3  | 4  | 5  | 6  |
| 7   | 8  | 9  | 10 | 11 | 12 | 13 |
| 14  | 15 | 16 | 17 | 18 | 19 | 20 |
| 21  | 22 | 23 | 24 | 25 | 26 | 27 |
| 28  | 29 | 30 | 31 |    |    |    |
|     |    |    |    |    |    |    |

| 9月 |    |    |    |    |    |    |
| 日  | 月 | 火 | 水 | 木 | 金 | 土 |
|     |    |    |    | 1  | 2  | 3  |
| 4   | 5  | 6  | 7  | 8  | 9  | 10 |
| 11  | 12 | 13 | 14 | 15 | 16 | 17 |
| 18  | 19 | 20 | 21 | 22 | 23 | 24 |
| 25  | 26 | 27 | 28 | 29 | 30 |    |
|     |    |    |    |    |    |    |

| 10月 |    |    |    |    |    |    |
| 日   | 月 | 火 | 水 | 木 | 金 | 土 |
|      |    |    |    |    |    | 1  |
| 2    | 3  | 4  | 5  | 6  | 7  | 8  |
| 9    | 10 | 11 | 12 | 13 | 14 | 15 |
| 16   | 17 | 18 | 19 | 20 | 21 | 22 |
| 23   | 24 | 25 | 26 | 27 | 28 | 29 |
| 30   | 31 |    |    |    |    |    |
|      |    |    |    |    |    |    |

| 11月 |    |    |    |    |    |    |
| 日   | 月 | 火 | 水 | 木 | 金 | 土 |
|      |    | 1  | 2  | 3  | 4  | 5  |
| 6    | 7  | 8  | 9  | 10 | 11 | 12 |
| 13   | 14 | 15 | 16 | 17 | 18 | 19 |
| 20   | 21 | 22 | 23 | 24 | 25 | 26 |
| 27   | 28 | 29 | 30 |    |    |    |
|      |    |    |    |    |    |    |

| 12月 |    |    |    |    |    |    |
| 日   | 月 | 火 | 水 | 木 | 金 | 土 |
|      |    |    |    | 1  | 2  | 3  |
| 4    | 5  | 6  | 7  | 8  | 9  | 10 |
| 11   | 12 | 13 | 14 | 15 | 16 | 17 |
| 18   | 19 | 20 | 21 | 22 | 23 | 24 |
| 25   | 26 | 27 | 28 | 29 | 30 | 31 |
|      |    |    |    |    |    |    |

## できごと
- イギリス植民地軍、カナダ遠征。

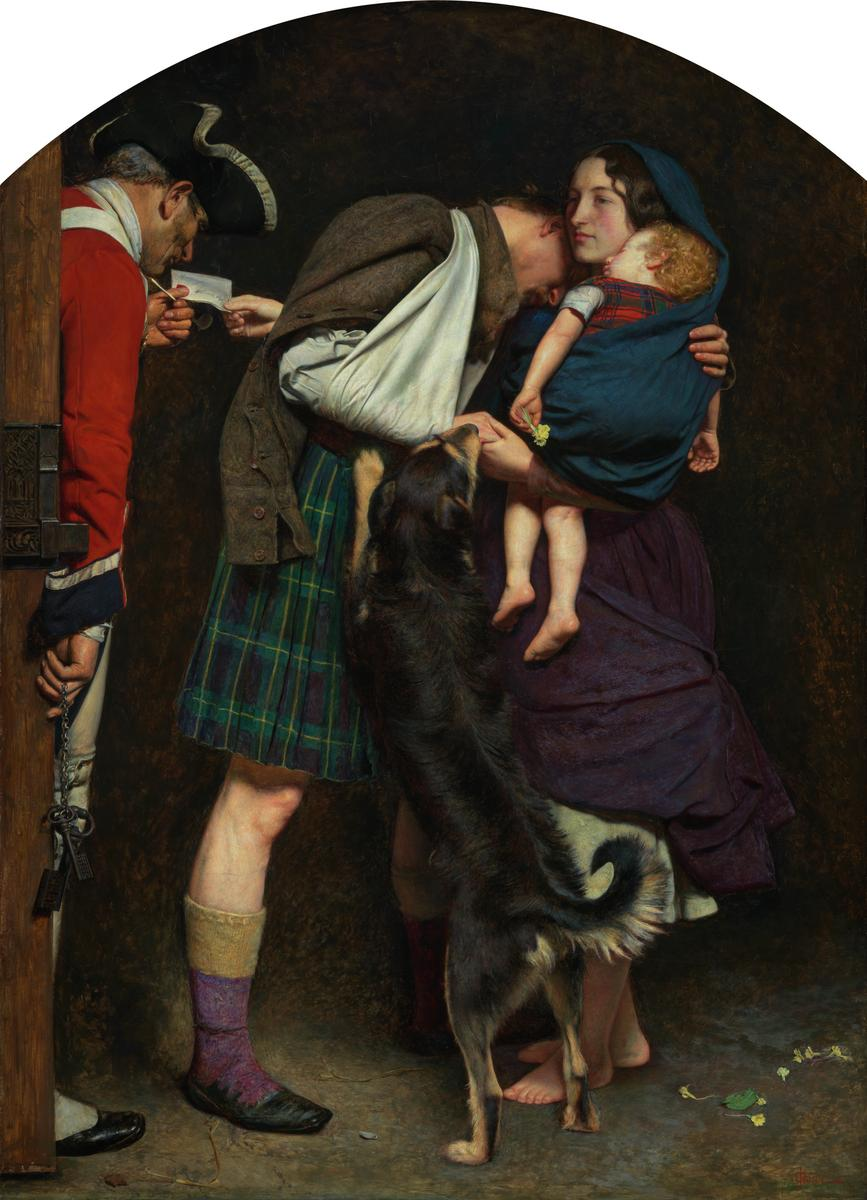
『1746年の釈放状』（1853年）ジョン・エヴァレット・ミレー筆。

- ジャガイモ(馬鈴薯)から片栗粉とアルコールを精製する方法を発見したスウェーデンの作物栽培学者、エクブラッド伯爵夫人（英語版）が、自身の研究結果をスウェーデン王立科学アカデミーに報告する。
- ヴィールコヴェ（ロシア語版）（オデッサ州、現ウクライナ）が建設される。
- 清
  - 乾隆帝、キリスト教に対する弾圧政策（-1748年）[1]。
- 13植民地
  - ノースカロライナ植民地の総督であったガブリエル・ジョンストン（英語版）が、当時植民地で一番大きい街であったニューバーンへと移り住む。1792年にローリーが新しい州都として建設されるまで、ニューバーンはイーデントン（英語版）に代わるノースカロライナ州の州都であった。
  - ニュージャージー大学（現プリンストン大学）創立。
- フランス
  - 哲学者で美学者のシャルル・バトー（英語版）が『芸術基本原則制約論』("Les beaux-arts réduits à un même principe")をパリで出版。史上初めて"les beaux arts"、「純粋芸術」の概念を提唱した。
  - 哲学者、ドゥニ・ディドロが『哲学断想（英語版）』を完成。
- 西アジア
  - オスマン帝国とアフシャール朝のあいだで、オスマン・ペルシア戦争（英語版）の講和条約であるケルデン条約（イラク＝イラン国境（英語版）条約）が締結される[2]。
  - ティベリアを根拠としていたザヒール・アル＝ウマル（英語版）がアッカの支配権を掌握する[2]。
- 東アフリカ - アリ・イブン・ウスマン（'Ali ibn Uthman al-Mazru'i）がモンバサの君主を名乗る[3]。

### 1月-3月

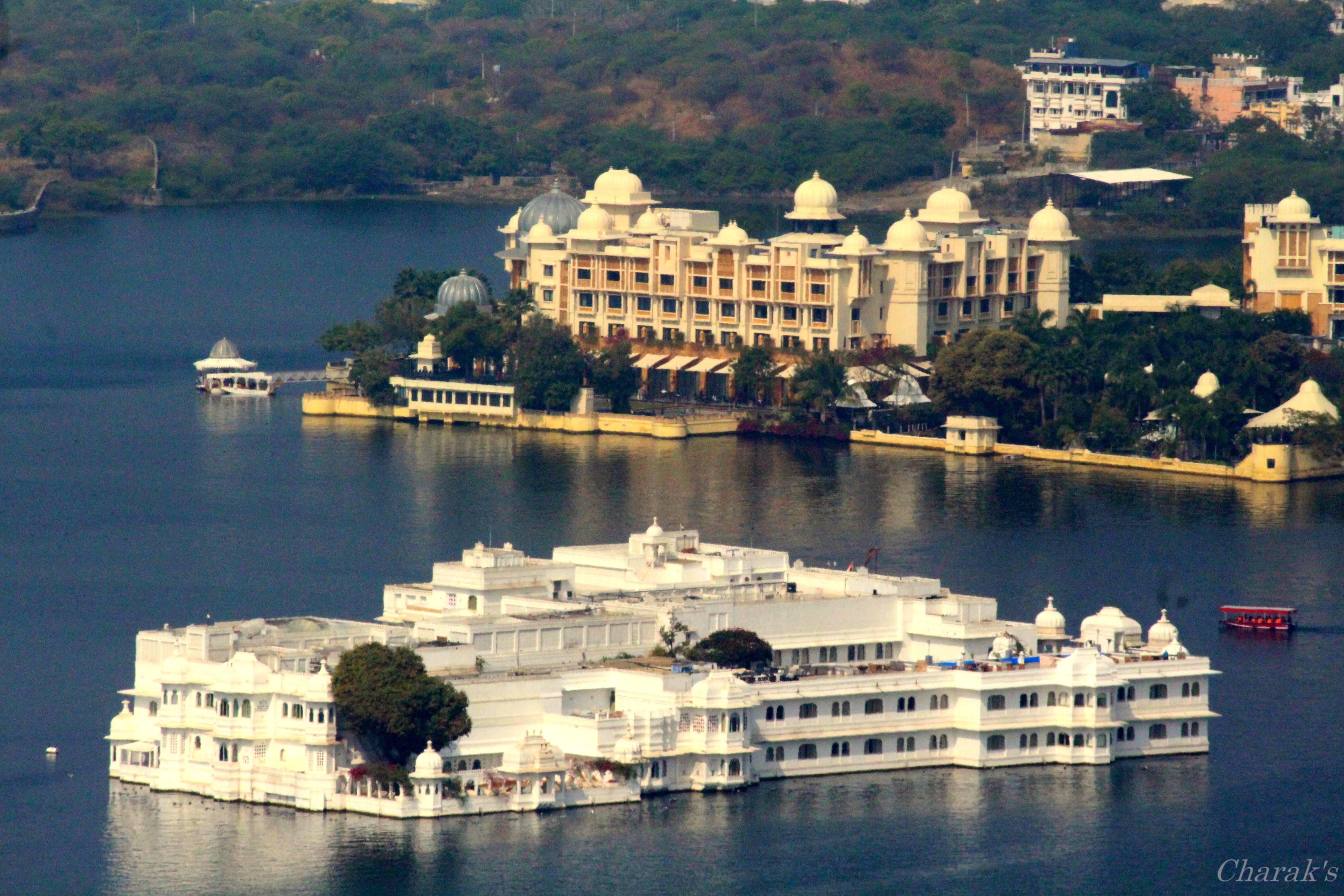
レイク・パレス（手前、旧称ジャグ・ニワス）

- 1月8日 - 若僭王チャールズ・エドワード・ステュアートがスターリングを占領。
- 1月17日 - フォルカーク・ミューアの戦い（英語版）。イギリス政府軍がジャコバイトに敗北。
- 2月1日 - 現在のラージャスターン州に位置するメーワール王国の君主、ジャガト・シング2世が人造湖ピチョーラー湖に浮かぶジャグニワス島に建てた夏宮、ジャグ・ニワス（英語版）の落成式を行う[4]。
- 2月19日
  - 当時オーストリア領ネーデルラントの一部であったブリュッセルが、モーリス・ド・サックス将軍率いるフランス軍に降伏する[5]。
  - カンバーランド公爵ウィリアム・オーガスタスが1745年ジャコバイト蜂起の参加者に恩赦を与える公布を行い、地元の長老派教会に武器を差し出せば処罰を免除されるように指示を出した[6] 。
- 3月10日 - ムガル帝国のラホール総督、ザカリヤ・カーン・バハドゥールが市中のシク教徒の虐殺を命ずる[7]。

### 4月-6月
- 4月16日 - カロデンの戦い。イギリス本土で起きた1745年ジャコバイト蜂起の最後の会戦となった[8]。

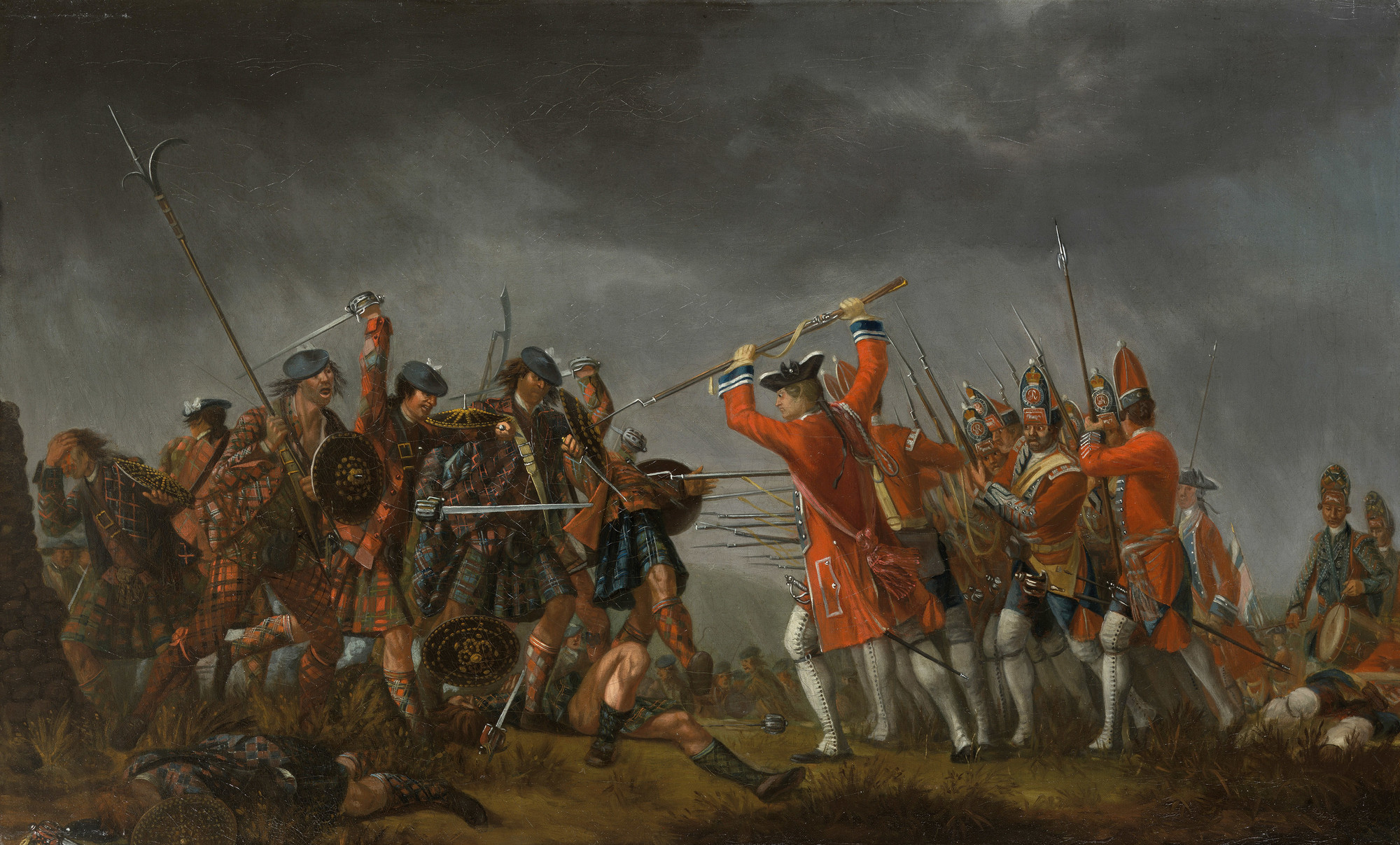
「カロデンの戦い」。火器どころか、武装した兵員が2割にも満たなかったジャコバイト軍に対し、イギリス政府軍は火器、物資、さらにはジャコバイトに反発したハイランド兵も取り込み、準備万端で戦いに望んだ。1745年から1785年頃。伝デイヴィッド・モーリアー筆。

- 4月20日(延享3年2月30日) - 江戸で坪内火事(大火)[10]。宵、戌の刻に築地から出火し、中村座・市村座を焼く。翌日浅草へ飛び火、小塚原で鎮火。
- 5月27日 - 1745年ジャコバイト蜂起を主導したラヴァト卿、キルマーノック伯爵（英語版）、バルメリノ卿（英語版）の3人が、イギリス政府によってロンドン塔に収監される。キルマーノック伯爵とバルメリノ卿はその年のうちに、ラヴァト卿は翌年1747年に斬首刑に処された[11]。
- 6月16日 - ピアチェンツァの戦い(オーストリア継承戦争)。リヒテンシュタイン公ヨーゼフ・ヴェンツェル率いるオーストリア軍が、フランス＝スペイン連合軍を破る。
- 6月18日 - サミュエル・ジョンソンが『英語辞典』の執筆を請け負う。
- 6月29日 - リッチのカタリナ（英語版）(1522年生まれ)がベネディクトゥス14世によって列聖。

- 延享3年3月ごろ - 江戸幕府、長崎でのオランダ人の不法行為を勧告(鎖国)[10]。これに伴い長崎貿易をオランダ船2隻、清国船10隻に制限。

### 7月-9月
- 7月3日 - 清が出した禁教令に背き、30年に渡って福州で布教活動をしていたドミニコ修道会のスペイン人宣教師、ホアキン・ロヨ神父が捕らえられる[12]。彼と3人の神父は、2年後の1748年10月28日に獄中で絞首刑に処され殉教。

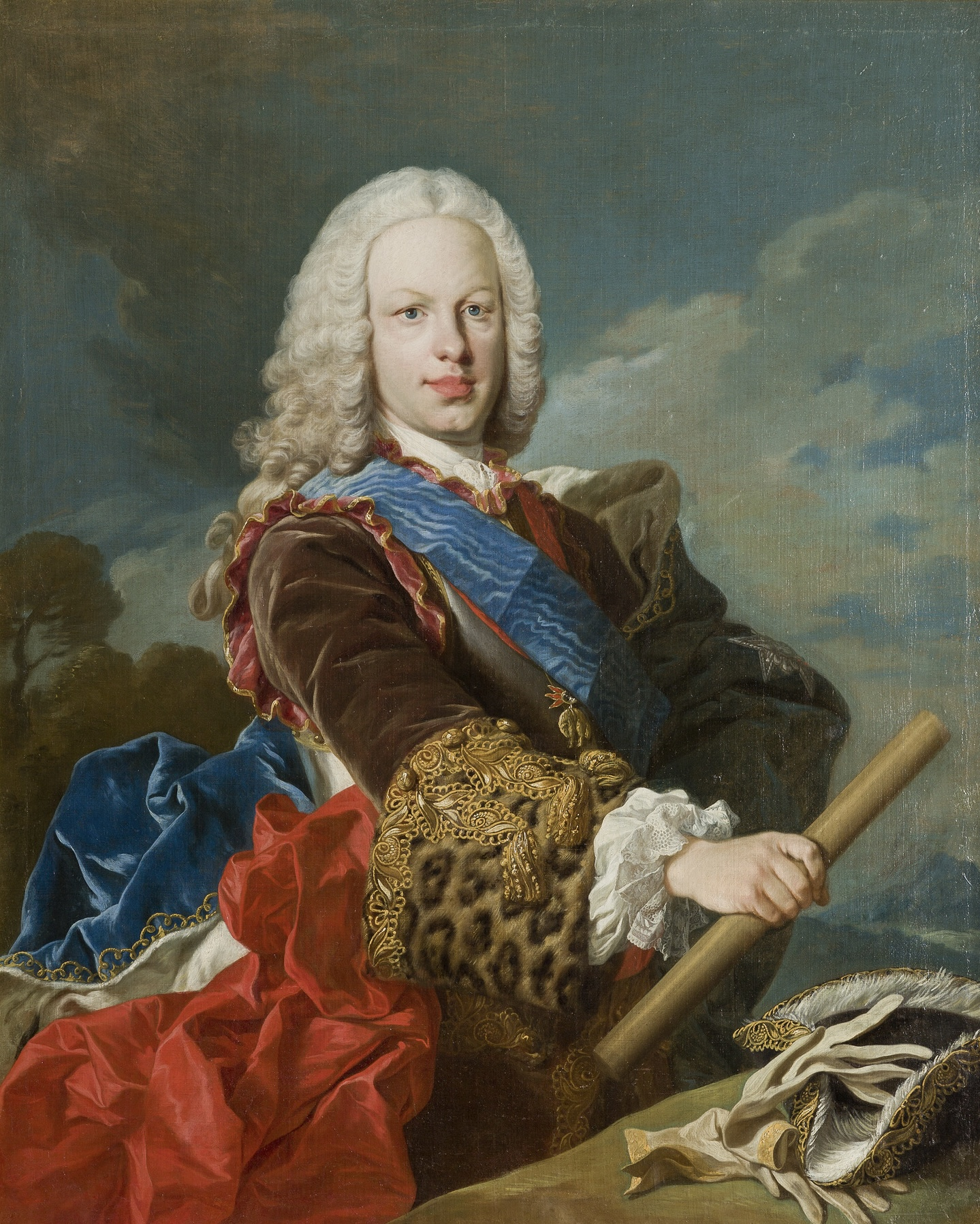
スペイン国王フェルナンド6世。

- スペイン国王フェルナンド6世。7月9日 - スペイン国王フェリペ5世が、在位45年を経て崩御。長男フェルナンドがフェルナンド6世として即位。
- 8月1日 - ハイランド・ドレス着用禁止法（英語版）によって、イギリス政府がスコットランド内でのキルトの着用を禁止。（なお、実際の発効日は1747年同日であった。）
- 8月10日 - オーストリア継承戦争：ロットフレーノの戦い。フランス軍がオーストリア軍の追撃を退けるも、ロットフレーノからは撤退。
- 8月16日 - ワラキアで農奴制廃止[13]。
- 8月18日（延享3年7月2日）
  - 加賀藩で加賀騒動起こる。大槻伝蔵蟄居[10]。
  - 前述のキルマーノック伯爵（英語版）、バルメリノ卿（英語版）両名の処刑が行われる。
  - プロイセン王国国王フリードリヒ2世が、ソドミー法の罰則としての死刑を停止。これに代わる罰として、「Festungarbeit」（城塞禁錮労働）と、「犯した悪徳行為の重大さと醜悪さを彼らに理解させる」ために説教師の訪問を受けることを推奨した[14]。 （フリードリヒ2世自身、同性愛者かつ不可知論者であった。）
- 8月16日 - グアスタッラ公国最後の公、ジュゼッペ・マリア・ゴンサーガ（イタリア語版、英語版）が死去。同国はマリア・テレジア治下のロンバルディアに吸収。
- 8月19日 - ジョージ王戦争：マサチューセッツ砦包囲戦。フランス・インディアン連合軍700人がマサチューセッツ砦を攻撃し、これを焼き払う。11名殺害、19名捕縛[15]。
- 8月26日 - オランダ東インド会社、オランダ領東インド総督のグスタフ・ウィレム・ファン・インホフ（英語版）が、バタヴィア（現在のジャカルタ）でインドネシア初の郵便会社であるポス・インドネシア（英語版）を開設。1961年、独立後のインドネシア政府によって国有化され、1995年に現在の形となった[16]。
- 8月 - 清、福建・上杭県で羅日光らによる抗租運動おこる[13]。『マドラス開城』ジャック＝フランソワ・スヴェバック（英語版）画

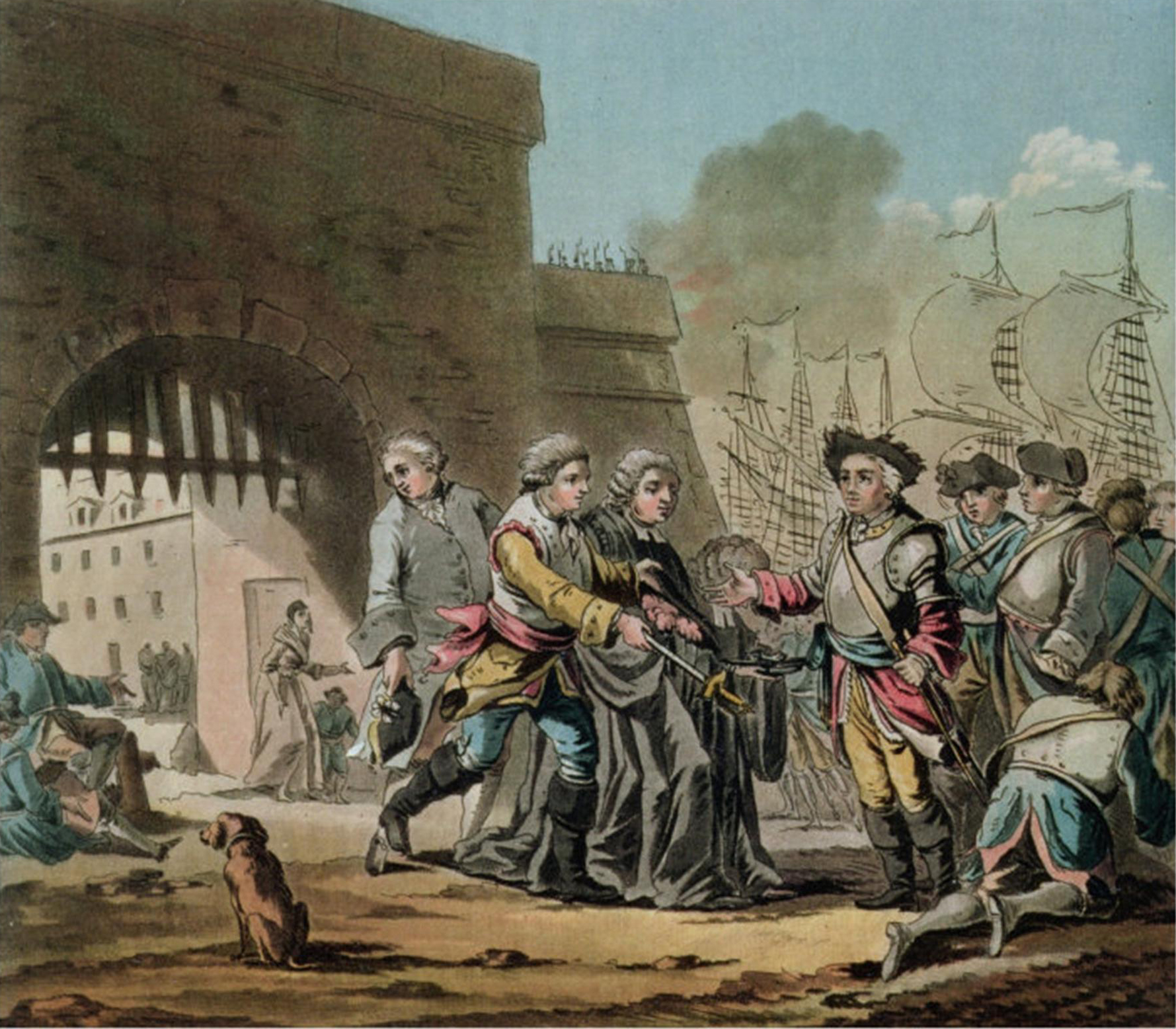
『マドラス開城』ジャック＝フランソワ・スヴェバック画

- 9月6日 - オーストリア継承戦争：ナミュール包囲戦 (1746年)。クレルモン伯率いるフランス軍がベルギーの街、ナミュールを包囲、占領した（-30日）。
- 9月10日 - カーナティック戦争：フランス東インド会社軍、マドラス占領（-1749年）[13]。
- 9月20日 - 1745年ジャコバイト蜂起に失敗したチャールズ・エドワード・ステュアートが、ハイランド西岸に位置するロッホアーバーのアリセグ(Arisaig)村からスカイ島へと逃亡。後年、アリセグ村の東、ナン・ウアム湖（実際には海岸である）のほとりに、この事件を記念して「王子のケアン」が建立された。

### 10月-12月
- 10月5日（延享3年8月21日） - 三大名作のひとつ、初代竹田出雲らによる浄瑠璃『菅原伝授手習鑑』が大坂竹本座で初演[10]。『大芝居繁栄之図』。「菅原伝授手習鑑」、「車引き」の場を描いた錦絵。1859年（安政6年）刊。歌川豊国画。

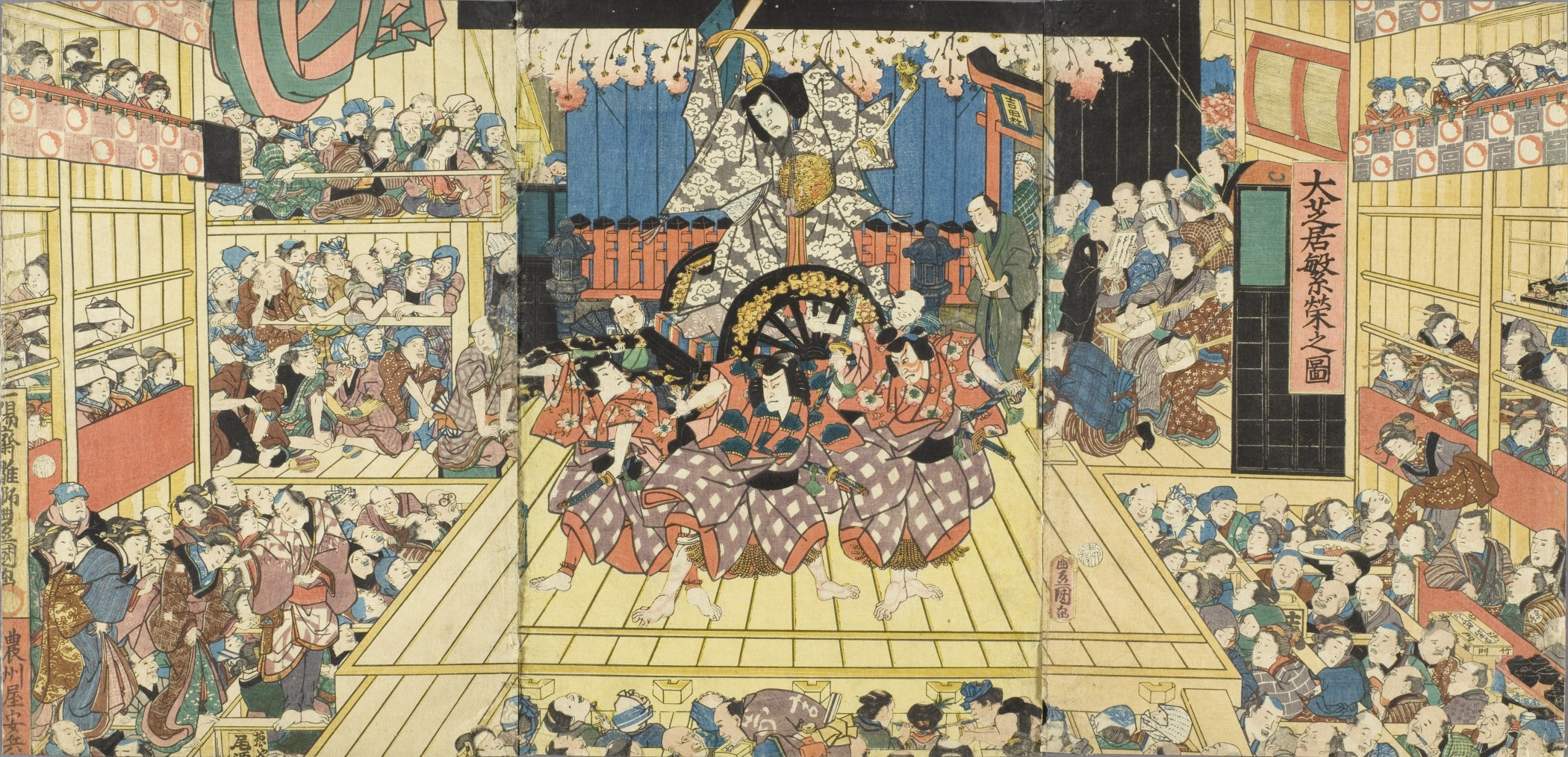
『大芝居繁栄之図』。「菅原伝授手習鑑」、「車引き」の場を描いた錦絵。1859年（安政6年）刊。歌川豊国画。

- 10月11日 - オーストリア継承戦争 - ロクールの戦い。モーリス・ド・サックス率いるフランス王国軍が、リエージュ近くのロクール（英語版）でオーストリア、イギリス、ハノーファー、オランダの連合軍に勝利。
- 10月22日 - エリザベス（ニュージャージー植民地）にプリンストン大学の前身であるニュージャージー大学が開校される。1896年に現在の名前に改称された[15]。
- 10月28日 - ペルー、リマ・カヤオ沖でM8.3の地震[17][18]。
- 11月4日 - カーナティック戦争 - アディヤールの戦い。マドラスからフランス軍を排除しようとしたカルナータカ太守のアンワールッディーン・ハーン率いる1万の軍勢が、パラディ大佐以下フランス東インド会社のフランス兵とセポイを合わせた700人の軍勢によって逆に撃退される[19]。
- 12月5日 - ジェノヴァの青年、ジョバン・バティスタ・ペラッソの投石をきっかけに、ジェノヴァ市民がオーストリア占領軍と軍政長官であったボッタ・アドルノ（英語版）侯爵に対する反乱が勃発。彼らは12月11日にはジェノヴァからオーストリア軍を追い出したが、数カ月後にふたたび包囲されることとなる[20]。
- 12月27日（延享3年10月25日）- 大岡忠光、将軍徳川家重の御側御用取次となる[10]。

## 誕生
- 1月12日 - ヨハン・ハインリヒ・ペスタロッチ、教育実践家（+ 1827年）
- 1月13日 - グスタフ3世、スウェーデン王（+ 1792年）
- 3月30日 - フランシスコ・デ・ゴヤ、画家（+ 1828年）
- 7月7日 - ジュゼッペ・ピアッツィ、イタリアの天文学者（+ 1826年）
- 5月9日 - ガスパール・モンジュ[21]、科学者・工学者（+ 1818年）
- 5月19日（延享3年3月29日） - 岡部長修、和泉岸和田藩の第7代藩主（+ 1796年）
- 6月23日（延享3年5月5日） - 塙保己一、国学者（+ 1821年）
- 7月23日 - ベルナルド・デ・ガルベス、スペインの軍人・政治家（+ 1786年）
- 9月28日 - ウィリアム・ジョーンズ、言語学者・裁判官（+ 1794年）

## 死去
- 7月9日 - フェリペ5世、スペイン王（* 1683年）
- 10月12日（延享3年8月28日） - 富永仲基、町人学者（* 1715年）
- 11月14日 - ゲオルク・シュテラー、博物学者・探検家・医師（* 1709年）